# Wallhalben
Wallhalben là một đô thị thuộc huyện Südwestpfalz, bang Rheinland-Pfalz, Đức. Đô thị này có diện tích km², dân số thời điểm 31 tháng 12 năm 2006 là người. Đô thị này có cự ly khoảng 15 km về phía tây bắc của Pirmasens, và 15 km về phía đông bắc của Zweibrücken.
Wallhalben là thủ phủ của Verbandsgemeinde ("cộng đồng đô thị") Wallhalben.